# Batman: Arkham Origins Blackgate
Batman: Arkham Origins Blackgate (с англ. — «Бэтмен: Истоки Аркхема. Блэкгейт») — компьютерная игра в жанре action-adventure, разработанная Armature Studio и выпущенная Warner Bros. Interactive Entertainment для портативных игровых консолей Nintendo 3DS и PlayStation Vita. Является сюжетным дополнением Batman: Arkham Origins и частью серии Batman: Arkham. Релиз состоялся 25 октября 2013 года.
Дополнение Deluxe Edition, включающее в себя новые карты, костюмы Бэтмена и уровни сложности, было выпущено на Wii U, PlayStation 3, Windows и Xbox 360 1 апреля в Америке и 2 апреля в Европе.

## Сюжет
Спустя три месяца после первого столкновения Бэтмена с Джокером, Брюс Уэйн, патрулирующий улицы Готэм-сити, знакомится с молодой воровкой Селиной Кайл по прозвищу «Женщина-кошка». Она украла важные данные у секретной правительственной организации. После схватки с отрядом ОПР и битвы с Селиной, выясняется, что воровка уже отправила данные своему начальнику, и её сажают в тюрьму «Блэкгейт».
Две недели спустя, в тюрьме происходит мощнейший взрыв. От комиссара Джеймса Гордона, Бэтмен узнаёт, что заключённые перебили всю охрану и захватили в заложники весь персонал тюрьмы. Заключённые разделись на три группы: одна работает на Чёрную Маску, который взял под контроль промышленный корпус, вторая — на Пингвина, захватившего персонал тюрьмы в тюремном блоке, а последняя — на Джокера, захватившего административный корпус. Селина Кайл, которая была одной из заключённых тюрьмы, соглашается помочь Бэтмену спасти персонал тюрьмы и разобраться с тремя опасными злодеями тюрьмы.
Разобравшись со всеми злодеями и преступниками, а заодно освободив заложников, Бэтмен узнаёт, что взрыв — это отвлекающий манёвр. Кто-то собирался освободить Бэйна, а Селина всё это время работала на неизвестного преступника. Она вновь вступает в схватку с Тёмным рыцарем, позволяя Бэйну сбежать. После того как Бэтмен одолел воровку во второй раз, в тюрьму «Блэкгейт» прибывает некий капитан Ричард «Рик» Флаг, который сообщает Бэтмену о том, что его отряд захватил Бэйна, который даже не успел добраться до Готэм-сити, а Женщину-кошку арестовывают. Бэтмен тайно прикрепляет на самолёт Флага отслеживающее устройство, а сам летит на новое преступление, которое указывает Бэт-сигнал.
В первой сцене после титров показано, как побеждённый Джокер убивает двух охранников, переодевается в форму одного из них и сбегает, после чего злобно хохочет. Во второй сцене показано, как Рик Флаг и глава секретной правительственной организации — Аманда Уоллер — вовлекают в свою авантюру Бронзового Тигра и Дэдшота (намёк на команду «Отряд самоубийц»).

## Игровой процесс
Игра представляет собой метроидванию в псевдотрёхмерном пространстве с элементами таких жанров, как beat 'em up и стелс. Игрок, в роли Бэтмена, перемещается по тюрьме «Блэкгейт» и выполняет различные задания для продвижения по игре. Все действия можно отслеживать на карте, что облегчает поиск неизученных областей. Взаимодействие с окружающим миром осуществляется при помощи специального «Режима Детектива», которое выделяет различные интерактивные объекты, показывает врагов поблизости, их количество и эмоциональный статус. Также, это режим помогает при выполнении необязательных миссий.
Когда Бэтмен выходит на новые области, он может столкнуться с заключёнными, которые патрулируют вверенные им участки, выполняя приказы боссов. Боевая система представляет собой упрощённую версию из «флагманских» игр серии: Бэтмен может наносить удары руками и ногами (а также использовать имеющиеся гаджеты в бою), парировать, уклоняться и объединять удары для комбо. Когда очередная область тюрьмы будет зачищена от врагов, она останется таковой до конца игры.

## Критика
| Сводный рейтинг       | Сводный рейтинг                                                                 |
| Агрегатор             | Оценка                                                                          |
| --------------------- | ------------------------------------------------------------------------------- |
| GameRankings          | (3DS) 69,62 % (PC) 65 % (PS3) 59,17 % (Vita) 60,53 % (X360) 59,09 % (WIIU) 60 % |
| Metacritic            | (3DS) 68/100 (PC) 60/100 (PS3) 60/100 (Vita) 61/100 (X360) 62/100               |
| OpenCritic            | 59/100                                                                          |
| «Критиканство»        | 55/100                                                                          |
| Русскоязычные издания |                                                                                 |
| Издание               | Оценка                                                                          |
| Riot Pixels           | 60 %                                                                            |
| «Игромания»           | 6/10                                                                            |
| «Канобу»              | 7/10                                                                            |

Летом 2018 года, благодаря уязвимости в защите Steam Web API, стало известно, что точное количество пользователей сервиса Steam, которые играли в игру хотя бы один раз, составляет 155 024 человека.